# Römische Katasterpläne von Orange
Die Römischen Katasterpläne von Orange (lateinisch Arausio) sind die einzigen Zeugnisse des amtlichen Vermessungswesens aus der römischen Antike. Sie sind nur in Fragmenten erhalten und wurden nach ihrem Fund- und Aufbewahrungsort, der Stadt Orange in Frankreich, benannt. Orange, in der Antike Arausio genannt, war seit ca. 35 v. Chr. eine römische Kolonie in der Provinz Gallia Narbonensis.

## Funde und Datierung

Fragment des Katasterplans B von Orange: die Centurie links im Bild liegt an 21. Stelle rechts (nördlich) des Decumanus und an 14. Stelle unterhalb (östlich) des Cardo; weitere Angaben betreffen den rechtlichen Status. Benachbarte Centurien werden von einem Fluss durchschnitten.

Ein erstes Marmorfragment wurde 1856, zwei weitere in den Jahren 1927 und 1929 gefunden. Im Zusammenhang mit Bauarbeiten für eine Bank an der Rue de la République wurden zwischen 1949 und 1951 gut vierhundert weitere Fragmente entdeckt, die, wie sich bald herausstellte, in drei Kategorien fallen. Die größte Kategorie bilden die Bruchstücke von drei Katasterplänen. Diese wurden der Einfachheit halber Katasterplan A, B und C genannt, da sie keine Inschriften tragen, die eine exakte Lokalisierung im Gelände ermöglichen. Auch die Namen der Feldmesser (Agrimensoren) sind nicht überliefert. Der Katasterplan B ist der größte, er ist rund 5,9 Meter hoch und 7,6 Meter breit.
Zweitens wurde gleichzeitig mit den Fragmenten der Katasterpläne eine Inschrift gefunden, die ebenfalls nur in Bruchstücken erhalten ist und folgendermaßen übersetzt wird:
«Der Kaiser Vespasian hat im Jahr seiner achten tribunizischen Gewalt (d. h. im Jahr 77) angeordnet, die von Kaiser Augustus an Soldaten der Zweiten Gallischen Legion vergebenen und seither von Privatleuten besetzten Staatsländereien zwecks Rückerstattung zu vermessen und aufzuzeichnen, und zwar mit der Angabe des jährlichen Pachtzinses pro Centurie. Diese Arbeiten wurden unter Aufsicht von L. Valerius Ummidius Bassus ausgeführt, dem Prokonsul der Provinz Gallia Narbonensis.»
Auf Grund dieser Inschrift werden die Katasterpläne auf das letzte Viertel des 1. Jahrhunderts datiert. Es ist jedoch unklar, ob alle drei Katasterpläne gleichzeitig entstanden sind, da sie unterschiedliche Maße und Orientierungen aufweisen. Die Katasterpläne könnten längere Zeit in Gebrauch und öffentlich ausgestellt gewesen sein.
Neben den Fragmenten der Katasterpläne und der Inschrift kamen drittens einige beschriftete Steinplatten aus dem römischen Archiv (dem sog. tabularium) zum Vorschein. Eine längere Inschrift befasst sich zum Beispiel mit Steuererträgen, die aus der Vermietung einer kommunalen Parzelle an einen Privatmann zu erheben waren.
Die Fragmente der Katasterpläne wurden in mühsamer Arbeit entziffert, wie ein Puzzle zusammengesetzt und in das Museum für Kunst und Geschichte (Musée d'Art et d'Histoire) von Orange gebracht, das sich unmittelbar gegenüber dem römischen Theater befindet. In diesem Museum wurden 1962 beim Einsturz eines Bodens zahlreiche Fragmente beschädigt oder gar zerstört. Die noch verwendbaren Fragmente wurden im größten Raum des Museums (Salle des cadastres) an einer Wand neu montiert, wo sie heute noch besichtigt werden können.

## Aufbau der Katasterpläne
Alle drei Katasterpläne von Orange sind prinzipiell gleichartig aufgebaut, zeigen jedoch auch individuelle Eigenheiten. Da der Katasterplan B am größten ist und die meisten aussagekräftigen Fragmente aufweist, bezieht sich die Beschreibung in diesem Kapitel auf ihn, sofern nicht ausdrücklich anders angegeben.
Das vermessene Gebiet wird von den beiden sich rechtwinklig schneidenden Hauptstraßen unterteilt, dem cardo maximus und dem decumanus maximus. Daran schmiegen sich quadratische Gebiete, die sog. centuriae. Eine Standardcenturie weist eine Seitenlänge von 2400 römischen Fuß auf. Je nach angenommener Länge des römischen Fußes beträgt die Seitenlänge zwischen 707 und 711 Meter (vgl. auch die Tabelle der römischen Maßeinheiten); für den Katasterplan B wird eine Seitenlänge von knapp 710 Metern beziehungsweise eine Fläche von 50,4 Hektar pro Centurie angenommen. Abweichend davon zeigt der Katasterplan A rechteckige Centurien der doppelten Größe. Flüsse und eventuell diesen entlang verlaufende Wege sind auf den ersten Blick erkennbar, da sie das rechtwinklige Gefüge unregelmäßig durchschneiden. Der Maßstab beträgt ca. 1:6000 und der Katasterplan ist westorientiert (d. h. Westen ist oben). Die Katasterpläne A und C könnten in der Orientierung vom Katasterplan B abweichen, was sich mangels genügend gut erhaltener Fragmente nicht eindeutig belegen lässt.

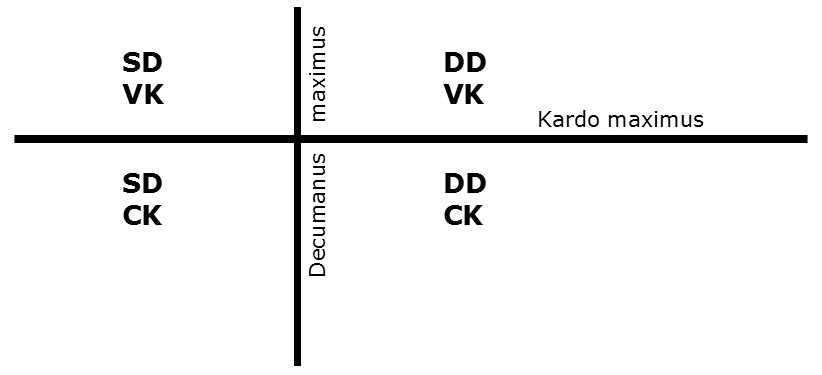
Schema von Decumanus und Cardo [hier als „Kardo“ geschrieben] auf dem Katasterplan B von Orange. Westen ist oben.

Jede Centurie trägt mindestens eine Nummer und weist teilweise zusätzliche Beschriftungen betreffend den rechtlichen Status auf. Die Nummerierung beginnt bei den beiden Hauptachsen. Zur Verdeutlichung geht jeder Nummer eine Buchstabenkombination voraus, die anzeigt, ob das Gebiet links oder rechts des Decumanus und ober- oder unterhalb des Kardo liegt:
- SD = sinistra decumani (links, hier: südlich)
- DD = dextra decumani (rechts, hier: nördlich)
- VK = ultra kardinem (oberhalb, hier: westlich)
- CK oder KK = citra kardinem (unterhalb, hier: östlich)

So liegt beispielsweise die Centurie mit der Nummerierung DD IX KK XV an 9. Stelle rechts des Decumanus und an 15. Stelle unterhalb des Kardo. Die Anzahl der dargestellten Centurien und damit die Ausdehnung des Katasterplanes ist beachtlich. In der Höhe sind mindestens 27 Centurien und in der Breite mindestens 63 Centurien erkennbar, was einer Ausdehnung im Gelände von ca. 19,2 auf 44,7 Kilometer entspricht.
Der rechtliche Status der Centurie und der Pachtzins werden, sofern überhaupt Anteile an Siedler vergeben worden sind, durch weitere Hinweise in abgekürzter Form angegeben. Auf dem Katasterplan B weisen ungefähr 245 Centurien derartige Inschriften auf. Auf eine Centurie entfallen 200 iugeri oder Standardparzellen. Freilich reichte ein iugerum pro Siedler oft nicht aus, so dass mehrere Parzellen oder Anteile gepachtet werden mussten. Von den 200 iugeri pro Centurie wurden jedoch nicht unbedingt alle vergeben, so dass gemäß Katasterplänen noch reichlich unverteiltes Land in Staatsbesitz übrig blieb. Folgende rechtliche Kategorien konnten entziffert werden:
- EXTR = neuen Siedlern zugewiesene Parzelle
- REL COL = verpachtete Parzelle mit Angabe des jährlichen Pachtzinses und des Namens des Pächters (meist römischen Ursprungs, es kommen aber auch keltische und griechische Namen vor)
- RP = öffentliches, nicht verpachtetes Land
- SUB = am Rande liegendes Land, für spätere Verteilung vorgesehen
- TRIC RED = dem einheimischen Stamm der Trikastiner zurückgegebene Parzelle

## Dargestelltes Gebiet
Über die exakte Lage der drei Katasterpläne gibt es verschiedene Theorien. Durch die Veränderung des Flusslaufes der Rhone und durch die Eingriffe des Menschen in die Landschaft sind heute keine zuverlässigen Rückschlüsse auf das dargestellte Gebiet mehr möglich. Eine Lösung wird zusätzlich durch das völlige Fehlen von Toponymen auf den drei Katasterplänen erschwert.
Am besten akzeptiert ist die Lokalisierung des großen Katasterplanes B, der nördlich von Orange gegen Montélimar das Rhônetal zeigen soll. Durch seine respektable Breite deckt er aber auch angrenzendes Hügelland ab, das jedoch nach allgemeiner Auffassung in der römischen Zeit nie in Parzellen aufgeteilt worden ist. Da jedoch zahlreiche Centurien auf dem Katasterplan B zwar eingezeichnet, aber nicht mit Angaben der Pachtzinsen oder von Besitzverhältnissen versehen sind, wird diese Lokalisierung nicht ernstlich in Zweifel gezogen.
Schwierig ist eine Lagezuordnung bei den Katasterplänen A und C, die sehr viel kleiner und schlechter erhalten sind. Ihre Lage wird wohl eher im Südwesten und Südosten von Orange zu suchen sein, da der Norden durch den großen Katasterplan B ausreichend abgedeckt ist. Das ist aber auch schon alles, was man mit einiger Sicherheit sagen kann. Da das Lokalisieren der Katasterpläne A und C einem riesigen Puzzle gleicht, fühlen sich nebst Wissenschaftlern auch Hobbyforscher berufen, Lösungsvorschläge zu erarbeiten. Für keine der überaus zahlreichen Interpretationen liegen bisher allgemein anerkannte Argumente vor, so dass sämtliche diesbezüglichen Arbeiten mit großer Vorsicht gelesen werden müssen. Auch die Theorie, wonach die drei Katasterpläne in der Natur in bestimmtem Abstand und eindeutiger Orientierung zueinander stünden, was durch Zirkel und Lineal konstruierbar sei, entzieht sich einem endgültigen Beweis. Eine ziemlich unwahrscheinliche Vermutung stellt die Katasterpläne von Orange gar in den Zusammenhang mit einer eigentlichen großräumigen Triangulation entlang der Rhône. Zu einem solchen Unterfangen gibt es im ganzen Römischen Reich keine Hinweise.

## Bedeutung
Die römischen Katasterpläne von Orange sind die einzigen offiziellen Pläne ihrer Art, die überliefert sind. Daneben gibt es einige erhaltene römische Stadtpläne, am bekanntesten die Forma Urbis Romae, deren Maßstab und Zweck jedoch ein anderer war. Die Funde von Orange förderten das moderne Verständnis des römischen Vermessungswesens und des gallorömischen Steuersystems und erhärteten zuvor nicht eindeutig belegbare Befunde. Zusammen mit dem Corpus agrimensorum Romanorum, einer Sammlung kurzer Texte über das Vermessungswesen aus dem 4. Jahrhundert, und einem in Pompeji ausgegrabenen Vermessungsinstrument (groma) kann man sich heute einigermaßen vorstellen, wie die Katastervermessung im Römischen Reich ausgesehen hat.